# آبي وايلد
آبي وايلد (بالإنجليزية: Abby Wilde)‏ مواليد 25 فبراير 1989 في سان فرانسيسكو، هي ممثلة أمريكية بدأت مسيرتها الفنية عام 2005.

## وصلات خارجية
- آبي وايلد على موقع IMDb (الإنجليزية)
- آبي وايلد على موقع ألو سيني (الفرنسية)
- آبي وايلد على موقع أول موفي (الإنجليزية)
- آبي وايلد على موقع قاعدة بيانات الفيلم (الإنجليزية)
- آبي وايلد على موقع كينوبويسك (الروسية)